# Mesapamea brunnea
Mesapamea brunnea är en fjärilsart som beskrevs av Hüfnagel 1766. Mesapamea brunnea ingår i släktet Mesapamea och familjen nattflyn. Inga underarter finns listade i Catalogue of Life.